# Allen (Kildare)
Allen (en gaèlic irlandès Alúine) és una vila d'Irlanda, al comtat de Kildare, a la província de Leinster. Està situada a la carretera regional R415 entre Kilmeage i Milltown. El poble està dominat per Turó d'Allen, que en els últims temps ha estat marcat per l'explotació de pedreres. Aquest turó, visible en gran part de Kildare i els comtats circumdants, és considerada com l'antiga seu de Fionn mac Cumhaill.

## Història
En 722 hi va tenir lloc la batalla d'Allen Arxivat 2006-09-02 a Wayback Machine. entre els homes de Leinster comandats pel seu rei Murchad mac Brain Mut i els Hy Neill del nord i sud comandats per Fergal mac Máele Dúin, amb el seu fill Aedh Allen, i Aedh Laighean, rei de Hy Maine a Connacht.